# Jack Johnson (musicien)
Pour les articles homonymes, voir Jack Johnson et Johnson.
Jack Hody Johnson est un surfeur, cinéaste et musicien américain né le 18 mai 1975 à Honolulu.

## Biographie

### Débuts dans le surf
Fils du surfeur pionnier Jeff Johnson, c'est tout naturellement qu'il s'initie au surf dès l’âge de 5 ans, profitant d'un environnement propice puisqu’il vit alors tout près d'Haleiwa, vague réputée du North Shore d'Oahu à Hawaï. Très doué, il surfe, dès ses 10 ans, la très redoutée et meurtrière vague de Banzai Pipeline et finit par décrocher un contrat avec la marque Quiksilver. Une carrière professionnelle semble alors se profiler lorsqu'il atteint la finale du Pipe Masters alors qu’il n'a que 17 ans, devenant ainsi le plus jeune surfeur à avoir jamais atteint un tel niveau de la compétition. Deux semaines plus tard, il est malheureusement rattrapé par le danger de cette même vague lorsque sa tête heurte violemment le récif.

### Changement de perspectives
Cette blessure l'amènera à réfléchir sur son avenir qu'il envisage désormais autrement que comme surfeur pro. Il déménage en Californie pour y étudier le cinéma à l'université de Santa Barbara où il rencontre celle qui deviendra sa femme, Kim. Bien que pratiquant la guitare depuis ses 14 ans, ce n'est qu'à cette période qu'il commence à s'investir réellement dans la musique en écrivant ses premières chansons. Avec son groupe, The soil, il va jusqu'à jouer en première partie de Dave Matthews Band en 1995. Ses enregistrements plaisent déjà à ses nouveaux amis dont Ben Harper. Alors que sa notoriété musicale ne cesse de s'étendre, il sort diplômé de l'université et commence par s'investir dans son premier film, Thicker Than Water (2000), en collaboration avec les frères Malloy. Le film qui regroupe l'élite du surf mondial est adulé par la critique et récompensé par Surfer Magazine. Il en signe lui-même la bande-son. C’est au cours du tournage de ce film qu'il rencontre G. Love pour lequel il écrira une chanson Rodeo Clowns pour son album Philadelphonic, laquelle en sera le premier extrait.
Jack Johnson est très attaché à la défense de la nature. On retrouve sur son site officiel une plateforme ouvrant sur des initiatives écologiques. Le label Brushfire Records, notamment en studio d'enregistrement, s'efforce de promouvoir des formes de production respectueuses de l'environnement.

### Éclosion musicale et carrière
En 2000, il épouse sa compagne Kim avant de se consacrer à son premier album solo Brushfire Fairytales qui sortira un an plus tard, encouragé par Ben Harper (qui l'accompagne d'ailleurs sur Flake) et son producteur Jean-Pierre Plunier (qui avait aussi découvert Ben Harper). Brushfire Fairytales deviendra disque de platine un an plus tard. À ce moment-là, il se lance dans l'élaboration d'un nouveau film en coopération avec son ami onze fois champion du monde de surf, Kelly Slater. De leur travail découlera The September Sessions (2002), un film illustrant le free surfing, loin du show éprouvant du World Championship Tour. Il participe une fois de plus à la bande-son du film alors que son deuxième album On and on sort dans les bacs. On and on, produit par le légendaire producteur des Beastie Boys, Mario Caldato Jr., s'écoulera à plus d'un million d'exemplaires quoique étant perçu comme moins novateur que le précédent. L'année qui suit verra naître un premier enfant de son union avec Kim, Moe. Sortent ensuite In Between Dreams (2005) et Sing-a-song & Lullabies (dont est extrait le single Upside down) qui sera la bande originale du film d'animation Georges le petit curieux. Le 3 avril 2004, Johnson et Ben Harper ont joué avec Toots and the Maytals dans Saturday Night Live (saison 29, épisode 16), un épisode avec Donald Trump comme invité principal,. Il s'ensuit la sortie de l'album Sleep Through the Static, sorti dans les bacs le 5 février 2008 aux États-Unis, puis celle d'un album live intitulé En Concert en 2009 comportant notamment un titre en duo avec Eddie Vedder du groupe Pearl Jam. En 2010, il sort un album, To the Sea, une ode à l'océan imprégnée d'une certaine mélancolie, dont on[Qui ?] a reproché le peu d'innovation. En 2012, il sort l'album, Jack Johnson and Friends : Best of Kokua Festival, un regroupement des meilleures performances enregistrées lors du Kokua Festival à Hawaï. Son album From here to now to you (2013) est accueilli positivement par la critique.
Jack Johnson a également participé à la compilation Rhythms Del Mundo (rencontre entre les musiciens cubains du Buena Vista Social Club et des artistes pop/rock, au profit d’une association d’aide aux victimes de catastrophes naturelles) : reprise de Better Together. Il a également interprété la chanson Imagine, présente sur le disque Make Some Noise The Amnesty International Campaign To Save Darfur, compilation de titres de John Lennon repris par de célèbres chanteurs/groupes. Enfin, il a collaboré avec les Black Eyed Peas pour un titre de leur album Monkey Business.

## Style et influences
Il se dit lui-même inspiré des artistes suivants : Nick Drake, les Beatles, Jimi Hendrix, Sublime, A Tribe Called Quest, Bob Dylan, Ben Harper, Radiohead, G. Love and Special Sauce, Otis Redding, Neil Young, Bob Marley, Kurosawa, Tom Curren. Jason Mraz est lui-même très inspiré de Jack Johnson[réf. nécessaire].